# Obiekt kosmiczny
Obiekt kosmiczny – sztuczny obiekt przeznaczony do umieszczenia w przestrzeni poza Ziemią lub znajdujący się tam, np. sztuczny satelita, próbnik, statek załogowy. Naturalne obiekty fizyczne znajdujące się w przestrzeni kosmicznej to ciała niebieskie.  